# Clydesdale Bank

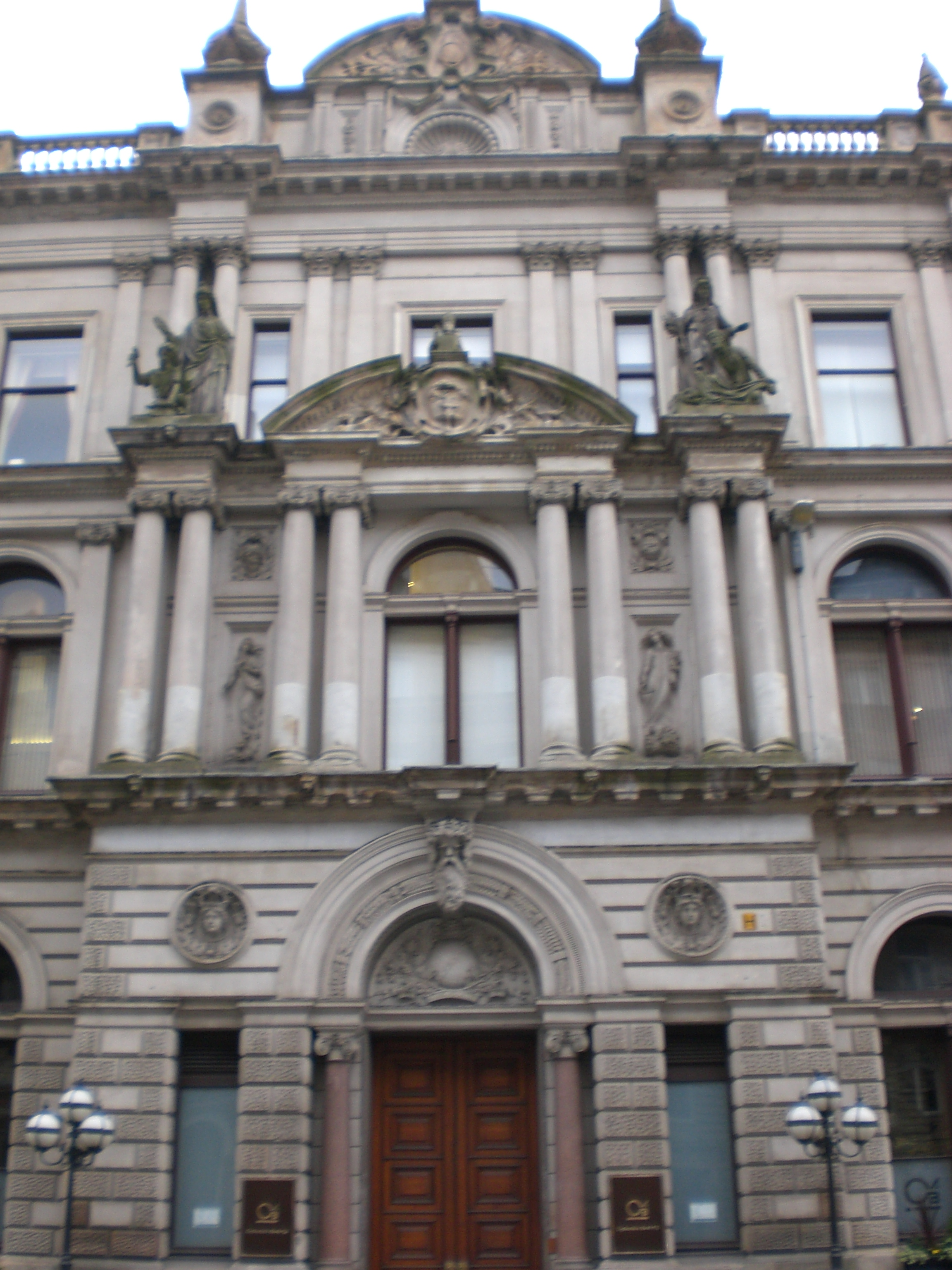
Hauptsitz der Clydesdale Bank am St Vincent Place in Glasgow

Die Clydesdale Bank plc ist eine Geschäftsbank mit Sitz in Glasgow, hat ihren Schwerpunkt in Schottland und ist keine Zentralbank. Sie besitzt jedoch als Privatnotenbank das ihr historisch zustehende Privileg zur Notenausgabe zusammen mit der Royal Bank of Scotland (Edinburgh) und der Bank of Scotland. Sie müssen sich dabei an den Vorgaben der Bank von England, der Zentralbank, orientieren.
Die Bank war von 1987 bis 2015 eine Tochterfirma der National Australia Bank. Im Jahr 2015 brachte die National Australia Bank die Clydesdale Bank plc und die Yorkshire Bank unter dem Dach der Holding  CYBG plc an die Londoner Börse. CYBG plc wurde später in Virgin Money UK plc umbenannt.
Die Bank war von 2007 bis 2013 Namenssponsor der damaligen höchsten schottischen Fußballliga, der Clydesdale Bank Premier League.